# Diversidad sexual en Bélgica
La diversidad sexual en Bélgica goza de una legislación y aceptación social de las más progresistas de Europa y del mundo. Las relaciones sexuales entre personas del mismo sexo fueron legalizadas en 1795, con igual edad de consentimiento que las heterosexuales, exceptuando el periodo comprendido entre 1965 y 1985. Tras conceder a las parejas de hecho del mismo sexo los beneficios legales en el 2000, Bélgica se convirtió en el segundo país del mundo en legalizar el matrimonio entre personas del mismo sexo en 2003. 
La adopción por parte de parejas homoparentales fue totalmente legalizada en 2006 y equiparada legalmente a las heterosexuales. Las parejas de lesbianas tienen acceso también a la fecundación in vitro. La discriminación basada en razones de orientación sexual en el ámbito laboral, doméstico y público está penada desde 2014, y la basada en identidad de género en 2014. 

## Historia

### Despenalización de la homosexualidad (1792)
La homosexualidad dejó de ser concebida como un crimen a finales del siglo XVIII (más concretamente en 1792), cuando se fijó una edad para mantener estas relaciones. Por tanto, en la actualidad no existen leyes contra este colectivo.

### Segunda Guerra Mundial
Ver artículo principal: Persecución de los homosexuales en la Alemania nazi
Bélgica fue invadida por Alemania durante la Segunda Guerra Mundial, por tanto, la situación vivida por los belgas durante esos años fue la misma que la de los alemanes.

### Matrimonio y adopción
Bélgica fue el segundo estado del mundo en regularizar este matrimonio (en el año 2003, bajo el gobierno liberaldemócrata de Guy Verhofstadt), por tanto, las parejas homosexuales tienen los mismos derechos que las parejas heterosexuales. Sin embargo, la adopción por parte de estos matrimonios no fue aprobada hasta el 20 de abril de 2006.

## Situación actual
Los belgas suelen ser siempre muy amables con este colectivo, hay también muchos clubs de ambiente en las ciudades belgas.